# Studnice (Lodhéřov)
Studnice (německy Brunn) jsou vesnice, část obce Lodhéřov v okrese Jindřichův Hradec v Jihočeském kraji. Nachází se dva kilometry jižně od Lodhéřova a šest kilometrů severozápadně od Jindřichova Hradce. Je zde evidováno 64 adres. V roce 2011 zde trvale žilo 153 obyvatel.
Studnice leží v katastrálním území Studnice u Lodhéřova o rozloze 6,21 km².

## Historie
První písemná zmínka o vesnici pochází z roku 1294.

## Obyvatelstvo
| Rok            | 1869 | 1880 | 1890 | 1900 | 1910 | 1921 | 1930 | 1950 | 1961 | 1970 | 1980 | 1991 | 2001 | 2011 | 2021 |
| -------------- | ---- | ---- | ---- | ---- | ---- | ---- | ---- | ---- | ---- | ---- | ---- | ---- | ---- | ---- | ---- |
| Počet obyvatel | 452  | 438  | 428  | 437  | 402  | 389  | 372  | 261  | 237  | 213  | 183  | 142  | 139  | 153  | 202  |
| Počet domů     | 62   | 62   | 60   | 61   | 64   | 66   | 72   | 58   | 50   | 51   | 49   | 51   | 54   | 62   | 79   |

## Obecní správa
Při sčítání lidu v letech 1869–1974 Studnice byly samostatnou obcí v okrese Jindřichův Hradec. Od 1. ledna 1975 jsou částí obce Lodhéřov v okrese Jindřichův Hradec.

## Pamětihodnosti
- Boží muka směr Pluhův Žďár
- Památník padlým ve světových válkách na návsi

## Galerie

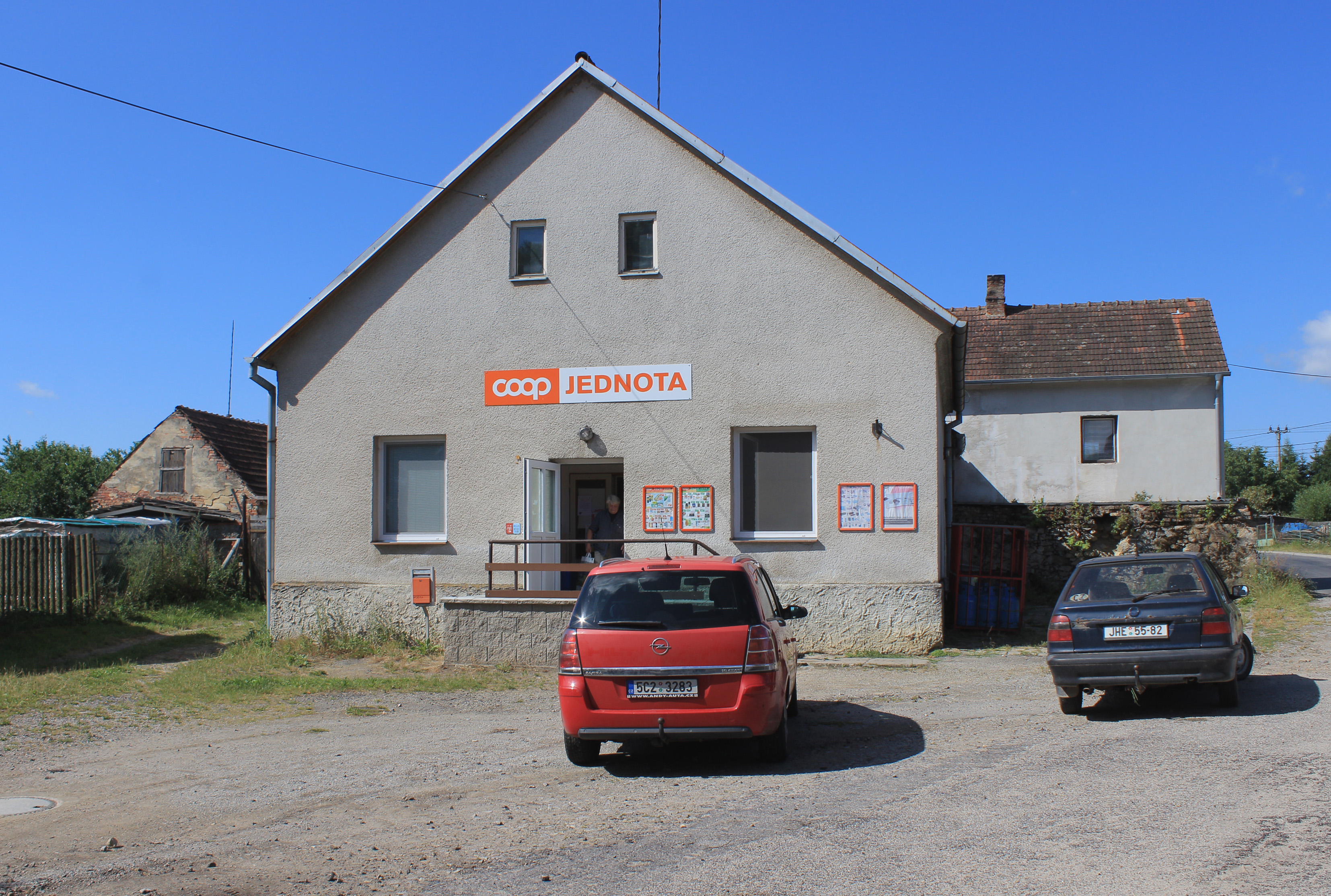
Obchod na návsi
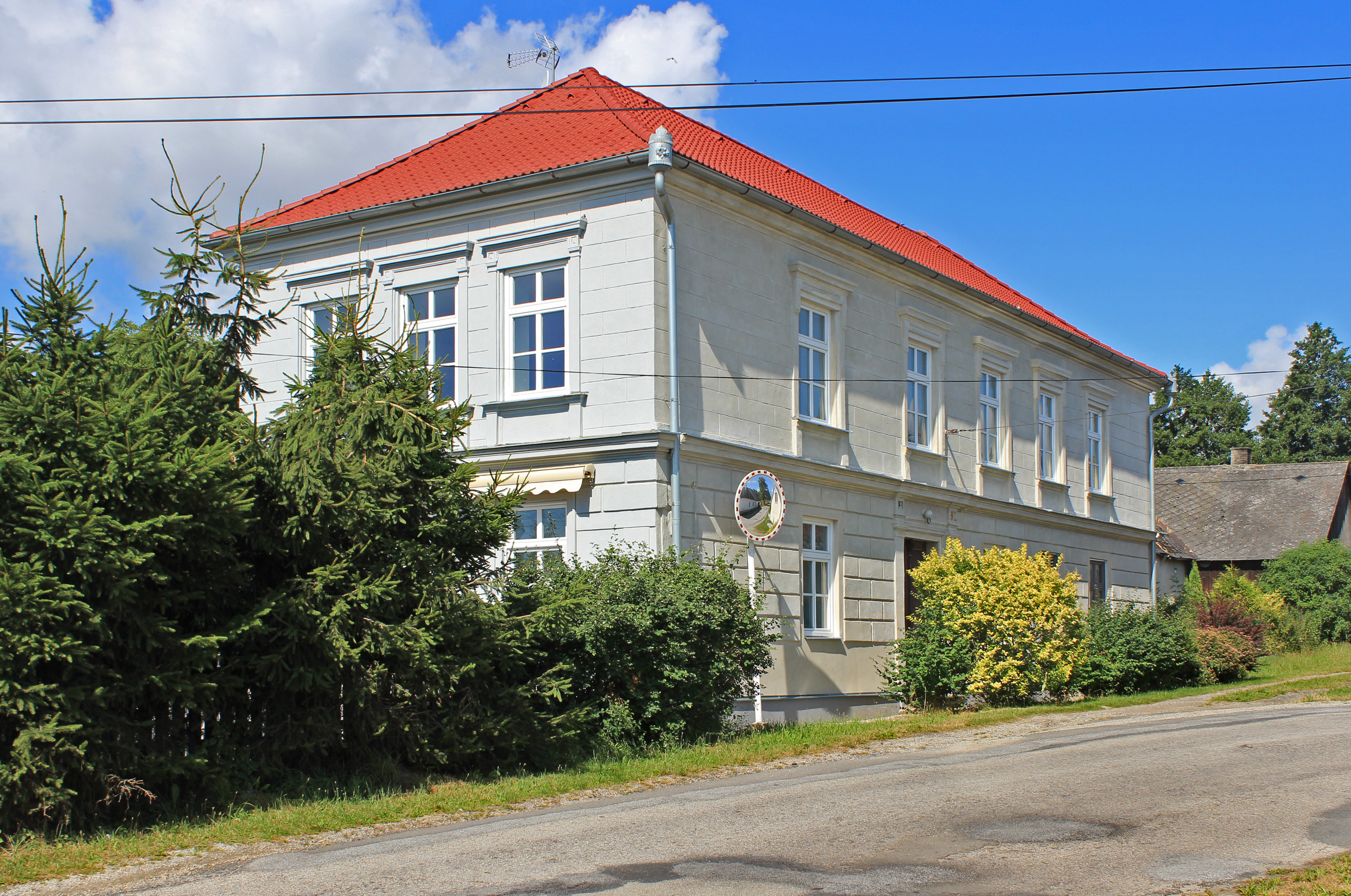
Bývalá škola
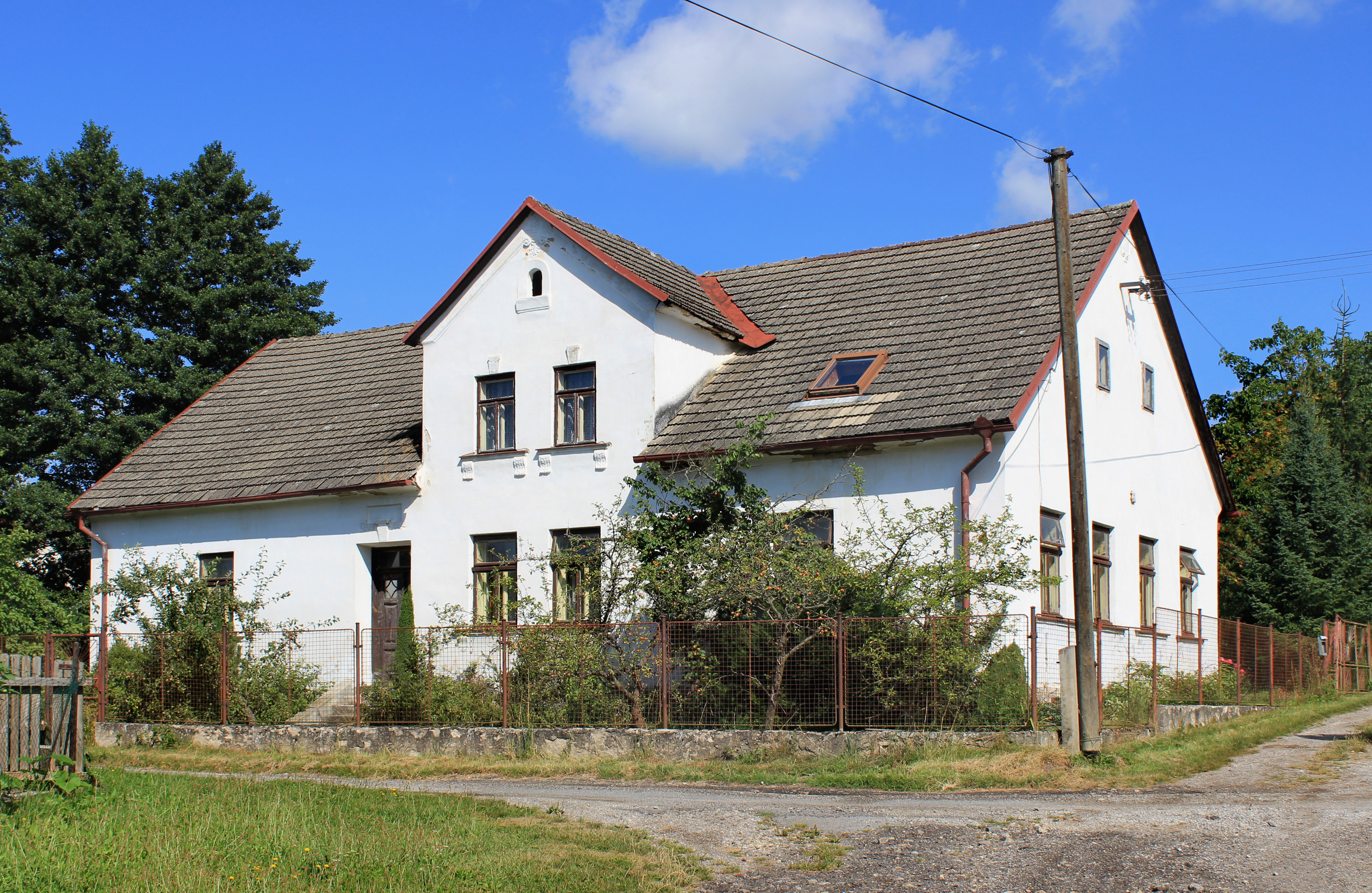
Dům čp. 47
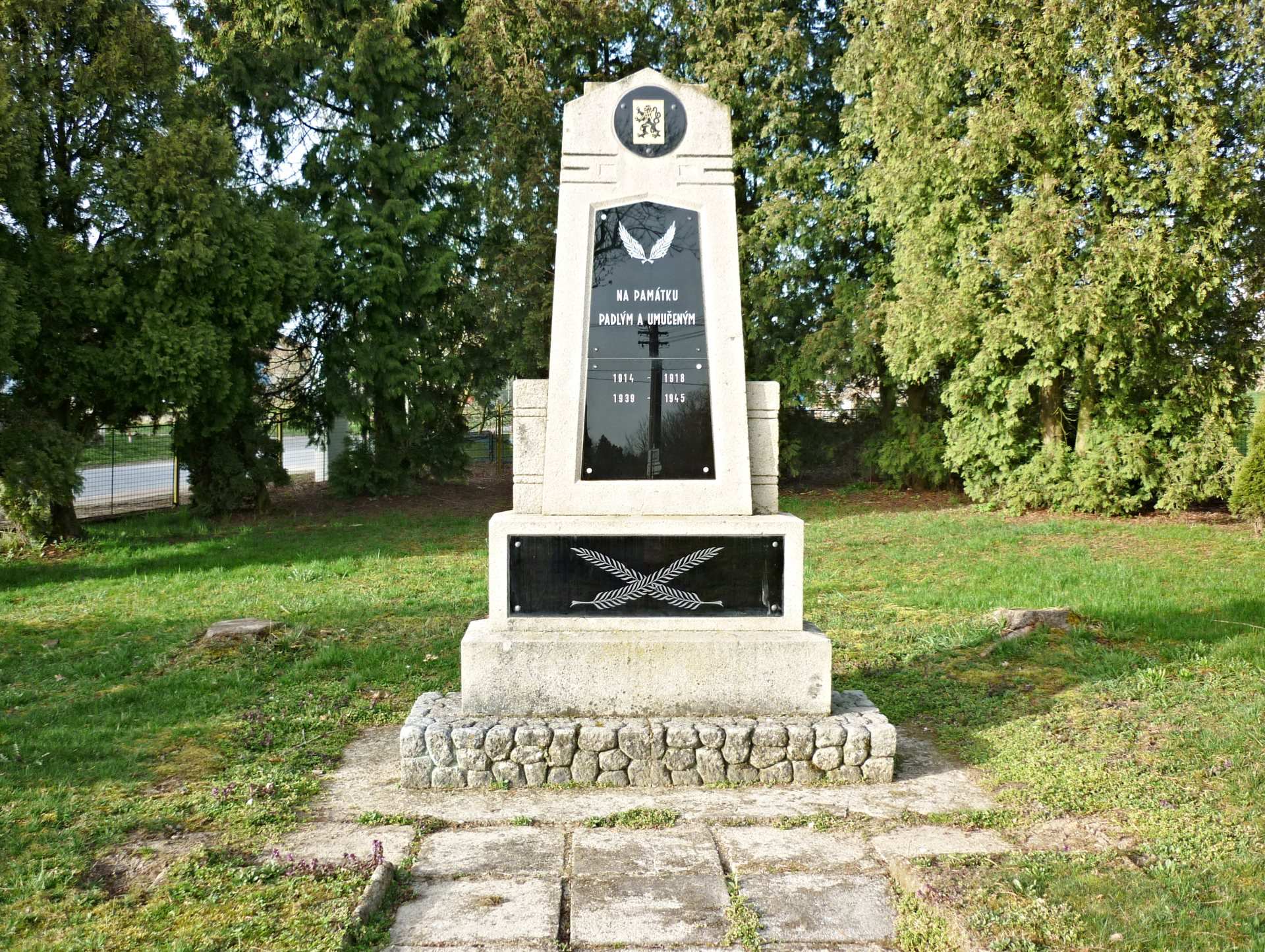
Studnice, památník padlým ve světových válkách